# Trisa Hayes
Trisa Hayes Laughlin (14 de marzo de 1969 en Muskegon, Michigan) es una exluchadora profesional estadounidense de wrestling conocida por su "nombre de guerra": Beulah McGillicutty. A finales de los 90 se dio a conocer en el Extreme Championship Wrestling. En 2006 firmó un contrato con la empresa WWE.

## Biografía y carrera profesional

### Stampede Wrestling (1988)
En 1988 debutó en Calgary, Alberta, Canadá en el Stampede Wrestling como la hermana de Brian Pilman. Durante un tiempo estuvo saliendo con él al mismo tiempo que competía en el ring en el papel de Heel frente a su oponente.

### Extreme Championship Wrestling (1995-1998)
Hayes adoptó el pseudónimo de Beulah McGillicutty tras un combate épico con Raven y Tommy Dreamer. Los tres fueron amigos durante su infancia cuando estuvieron en un campamento de verano, en aquel entonces Beulah padecía sobrepreso. Raven, con quien tuvo una relación, la llevó ante Stevie Richards con el que firmó un contrato para competir en la ECW. Finalmente pasó a ser el representante de Raven y tuvo que sufrir varias contusiones por varios Piledrivers mientras luchaba contra Dreamer. 
Al mismo tiempo participó en varias catfights con Francine y Luna Vachon. Su primer combate fue el 17 de junio de 1995 contra esta y Richards. En 1996 anunció que estaba embarazada para sorpresa de Raven cuando le comentó que el futuro bebé era de Dreamer, esto no hizo más que intensificar la rivalidad entre ambos contendientes. Sin embargo, en el Hostile City Showdown de 1996 Shane Douglas desmintió que estuviera embarazada además de serle infiel.
En 1997, Beulah y Dreamer formaron equipo en uno de los pocos combates mixtos contra Francine y Douglas. En el mismo año derrotó a Bill Alfonso. Paul Heyman declaró que fue uno de los combates más fuertes de la historio de la ECW. Cabe destacar que Alfonso perdió mucha sangre en el combate.[cita requerida]
En 1998 se retiró tras enfrentarse a Justin Credible. Previamente ayudó a Dreamer con el equipo formado por Credible.

### Regreso a la lucha libre (2005, 2006, 2009, 2010)
El 12 de junio de 2005 regresó al ring en el campeonato ECW One Night Stand formando equipo con Dreamer y The Sandman, pero perdieron contra los The Dudley Boyz. Beulah también participó en una catfight con Francine, la cual golpeó en las partes bajas a su compañero.
El 7 de junio de 2006 luchó con sus compañeros frente a Mick Foley y Edge. En 2010 Hayes apareció en el Total Nonstop Action Wrestling con sus dos hijas antes de pelear con Dreamer contra Raven.

## Vida personal
Tras retirarse en 1998 de la lucha libre profesional, regresó a la universidad. El 12 de octubre de 2002 contrajo matrimonio con Dreamer en el club de campo Lake Isle de Eastchester, Nueva York y con el que tuvo dos hijas.

## En lucha
- Movimientos finales
  - Beulahsault
  - DDT
- Movimientos de la firma
  - Beulah-canrana